# IC 4604
Nébuleuse
IC 4604, également nommée nébuleuse de Rho Ophiuchi, est une nébuleuse en émission dans la constellation d'Ophiuchus.
- 16h 25m 41.3s
- -23° 26′ 11″
- Taille 60'
- Magnitude 7,2

IC 4604 est une grande nébuleuse en émission (2 fois le diamètre de la pleine Lune), qui correspond à la partie du nuage de Rho Ophiuchi qui est illuminée par le système de Rho Ophiuchi. C'est une nébuleuse pâle avec 2 centres très brillants qui se distinguent très bien.
Sa magnitude et sa taille permettent aux instruments modestes, de saisir cette étonnante nébuleuse en photographie ou techniques numériques. Elle se trouve près de l'écliptique et aussi près de la limite avec la constellation du Scorpion.